# Untersteckholz
Untersteckholz var en kommun i amtsbezirk Aarwangen i Bern i Schweiz. Den inkorporerades i kommunen Langenthal den 1 januari 2010. Kommunen hade ingen centralort. 